# Appenhofen
Appenhofen ist ein Ortsteil der Gemeinde Billigheim-Ingenheim im Landkreis Südliche Weinstraße in Rheinland-Pfalz. Bis 1969 war Appenhofen eine eigenständige Gemeinde.

## Lage
Der Ort liegt in der Südpfalz im Landschaftsschutzgebiet „Klingbachtal-Kaiserbachtal“. Nördlich des Ortskerns fließt der Kaiserbach, ein Zufluss des südlich verlaufenden Klingbachs. Das Gebiet gehört zur nördlichen Oberrheinebene. Appenhofen liegt westlich von Billigheim und nördlich von Ingenheim. Die Bundesstraße 38 verbindet den Ort mit den Mittelzentren Landau in der Pfalz und Bad Bergzabern.
Zu Appenhofen gehört auch der Wohnplatz Kreutzmühle.

## Geschichte
Der Ort wird in Weißenburger Urkunden aus den Jahren 744 und 746 erstmals als „Abbenhova“ erwähnt. Die heutige Schreibweise findet sich bereits im 14. Jahrhundert. Der Ortsname leitet sich vermutlich von „Abtshofen“ ab, das ursprünglich ein eigentümlicher Hof des Abtes von Klingenmünster gewesen sein soll. Nach einer anderen Deutung leitet sich der Ortsname von dem fränkischen Personennamen „Abbo“ oder „Appo“ ab.
Die Abtei Klingenmünster belehnte die „Herren von Appenhofen“ mit ihrem Besitz im Ort, in einer Urkunde von 1283 wird ein „Konrad von Appenhofen“ erwähnt. Das Rittergeschlecht starb im 14. Jahrhundert aus, Nachfolger wurden die „Ritter von Ochsenstein“. „Otto von Ochsenstein“ verpfändete 1369 den Ort zur Hälfte an „Konrad Landschad von Steinach“, „Friedrich von Ochsenstein“ verkaufte 1395 mit Zustimmung des Abtes von Klingenmünster die andere Hälfte an das Hochstift Speyer. Die Hälfte der Landschad von Steinach dürfte 1484 an die Kurpfalz gekommen sein. 1709 kam auch die Speyerer Hälfte an die Kurpfalz.
Bis zum Ende des 18. Jahrhunderts gehörte Appenhofen zum kurpfälzischen Unteramt Landeck, das zum Oberamt Germersheim gehörte. 1785 zählte Appenhofen nur 24 Häuser.
Nach der Französischen Revolution (1789) fiel das Gebiet 1793 an Frankreich. Unter französischer Verwaltung gehörte Appenhofen von 1794 bis 1802 zum Kanton Billigheim, der zum Arrondissement Weissenburg im Département Bas-Rhin (Department Niederrhein) gehörte. 1802 wurde der Kanton Billigheim und damit auch Appenhofen in den Kanton Bergzabern eingegliedert. 1808 zählte Appenhofen 174 Einwohner, davon 33 Katholiken, 127 Reformierte und 14 Lutheraner.
Während der Kanton Bergzabern und damit auch Appenhofen im Ersten Pariser Frieden vom Mai 1814 noch Frankreich zugesprochen wurde, kam der nördlich der Lauter gelegene Teil des Departements Niederrhein im Zweiten Pariser Frieden vom November 1815 unter österreichische Hoheit. Bereits im Juni 1815 hatte der Wiener Kongress die restliche Pfalz, die bis dahin zum Département du Mont-Tonnerre (Departement Donnersberg) gehört hatte, Österreich zugesprochen. Im April 1816 schließlich trat Österreich durch Staatsvertrag die gesamte Pfalz an das Königreich Bayern ab.
Unter bayerischer Verwaltung gehörte Appenhofen zum Rheinkreis und zum nun bayerischen Kanton Bergzabern, der dem Landkommissariat Bergzabern (ab 1862 Bezirksamt Bergzabern) zugeordnet war. Die Gemeinde Appenhofen besaß eine eigenständige Verwaltung. Bürgermeister von Appenhofen waren 1819 Conrad Schumacher und 1825 Daniel Lehmann.
Nach einem amtlichen Ortsverzeichnis für den Freistaat Bayern aus dem Jahre 1928 lebten in der Landgemeinde Appenhofen insgesamt 270 Einwohner in 57 Wohngebäuden, davon waren 33 katholisch und gehörten zur Pfarrei Billigheim, 237 evangelisch und gehörten zur Pfarrei Appenhofen. Die Gemarkung der Gemeinde umfasste 114 Hektar. Im Kirchdorf gab es eine evangelische Schule. Zur Gemeinde gehörten die Obermühle mit sechs Einwohnern und die Untermühle mit ebenfalls sechs Einwohnern.
Im Zuge der ersten rheinland-pfälzischen Gebiets- und Verwaltungsreform wurde am 7. Juni 1969 die bis dahin eigenständige Gemeinde Appenhofen mit damals 237 Einwohnern  aufgelöst und aus ihr sowie den Gemeinden Billigheim, Ingenheim und Mühlhofen die Gemeinde Billigheim-Ingenheim neu gebildet. Gleichzeitig wurde der 1939 aus dem Bezirksamt Bergzabern hervorgegangene Landkreis Bergzabern aufgelöst und die Gemeinde Billigheim-Ingenheim dem neu gebildeten Landkreis Landau-Bad Bergzabern (1977 umbenannt in Landkreis Südliche Weinstraße) zugeordnet.

## Verkehr
Von 1892 bis 1967 war Appenhofen durch die Klingbachtalbahn an das Eisenbahnnetz angeschlossen. Der Bahnhof Ingenheim-Appenhofen lag auf dem Gebiet der Gemeinde Ingenheim. Der nächstgelegene Bahnhof ist seitdem Rohrbach.